# 杜鹏宇
杜鹏宇（1988年1月22日—），河北保定人，中国男子羽毛球运动员，專攻單打項目，曾贏得2012年湯姆斯盃冠軍、2013年亞錦賽男單冠軍及2013年世錦賽男單季軍等，男單世界排名最高達到第三位（2013年12月12日），及至2014年8月退役。

## 簡歷
1995年，7歲的杜鵬宇被父親送到羽毛球培訓班，跟隨保定百花中學的教練孙炳发學習羽毛球。然而，由於其時的河北省羽毛球隊並不活躍，為使兒子得到更好的發展，父親決定將杜鵬宇送到北京，跟隨北京市羽毛球二隊練習。2002年，他進入北京市一隊，及至2003年底，更順利進入國家羽毛球青年隊。
2006年，杜鹏宇獲得全國青年羽毛球錦標賽的單打及團體冠軍。

### 2013年世錦賽晉四強
2013年8月，杜鹏宇參加中國廣州舉行的世界羽毛球錦標賽，以3號種子身分出戰男子單打項目。他先後在首、次圈以2比1力克韓國的孫完虎和印尼的达农沙·森颂汶素晉級；第三圈面對11號種子、日本的上田拓馬，亦以2比1（21-19、13-21、21-7）勝出；及至半準決賽，他再以2比1（16-21、22-20、21-15）反勝15號種子、印度的卡夏普·帕鲁帕利，闖進四強。他在準決賽对阵頭號種子、马来西亚的李宗伟，在先取一局下，以1比2（22-20、12-21、15-21）遭逆转落敗，僅得季軍。赛后，杜鹏宇指出，自己已經盡全力发挥，對於能夠把世界第一的李宗伟逼入第三局，已算是一种成功，不會留有遺憾。

### 2014年突然退役
2014年5月，杜鹏宇首次以第二男單身分出戰印度新德里舉行的湯姆斯盃。在準決賽上，他以1-2不敵日本的桃田賢斗，中國隊也因此被日本隊以0-3橫掃出局。及後，國家隊宣布仁川亞運會的參賽名單，杜鵬宇無緣入選。
2014年8月，仍是中国国家羽毛球队主力的杜鹏宇認為自己「已经没有冲劲」、「再坚持也没什么意义」，於是向国家队递交退役报告，雖獲总教练李永波挽留，但最終也坚定退役。
國家隊隊友王睁茗对於杜鹏宇退役表示十分惋惜，因为他们在队里的关系很好；並指出杜是个非常值得学习的选手。

### 退役生活
退役后，杜鹏宇先休息了一段时间，和朋友一起驾车进行短程旅行。之后他便开始了二次创业，先在北京创办羽翼文化羽毛球沙龙公司，经营羽毛球培训、赛事和产品销售事业，其後又成為了运动品牌勝利體育的经销商。2019年，在香港隊擔任男子單打教練。

## 主要比賽成績
只列出曾進入準決賽的國際賽事成績：
| 年份   | 賽事                     | 公開賽級別 | 項目     | 成績   |
| ------ | ------------------------ | ---------- | -------- | ------ |
| 2009年 | 亞洲羽毛球錦標賽         | 其他       | 男子單打 | 季軍   |
| 2009年 | 菲律賓羽毛球黃金大獎賽   | 黃金大獎賽 | 男子單打 | 準決賽 |
| 2010年 | 瑞士羽毛球超級賽         | 超級賽     | 男子單打 | 準決賽 |
| 2010年 | 丹麥羽毛球超級賽         | 超級賽     | 男子單打 | 準決賽 |
| 2010年 | 中國羽毛球超級賽         | 超級賽     | 男子單打 | 準決賽 |
| 2011年 | 韓國羽毛球首要超級賽     | 首要超級賽 | 男子單打 | 準決賽 |
| 2011年 | 澳門羽毛球黃金大獎賽     | 黃金大獎賽 | 男子單打 | 亞軍   |
| 2011年 | 韓國羽毛球黃金大獎賽     | 黃金大獎賽 | 男子單打 | 準決賽 |
| 2012年 | 韓國羽毛球首要超級賽     | 首要超級賽 | 男子單打 | 準決賽 |
| 2012年 | 亞洲羽毛球錦標賽         | 其他       | 男子單打 | 亞軍   |
| 2012年 | 湯姆斯盃                 | 其他       | 男子團體 | 冠軍   |
| 2012年 | 印尼羽毛球首要超級賽     | 首要超級賽 | 男子單打 | 亞軍   |
| 2012年 | 中國羽毛球大師賽         | 超級賽     | 男子單打 | 準決賽 |
| 2012年 | 丹麥羽毛球首要超級賽     | 首要超級賽 | 男子單打 | 亞軍   |
| 2012年 | 世界羽聯超級系列賽總決賽 | 首要超級賽 | 男子單打 | 亞軍   |
| 2013年 | 韓國羽毛球首要超級賽     | 首要超級賽 | 男子單打 | 亞軍   |
| 2013年 | 瑞士羽毛球黃金大獎賽     | 黃金大獎賽 | 男子單打 | 亞軍   |
| 2013年 | 亞洲羽毛球錦標賽         | 其他       | 男子單打 | 冠軍   |
| 2013年 | 世界羽毛球錦標賽         | 其他       | 男子單打 | 準決賽 |
| 2013年 | 東亞運動會羽毛球比賽     | 其他       | 男子團體 | 金牌   |
| 2013年 | 東亞運動會羽毛球比賽     | 其他       | 男子單打 | 金牌   |
| 2013年 | 丹麥羽毛球首要超級賽     | 首要超級賽 | 男子單打 | 準決賽 |
| 2014年 | 印度羽毛球超級賽         | 超級賽     | 男子單打 | 準決賽 |
| 2014年 | 新加坡羽毛球超級賽       | 超級賽     | 男子單打 | 準決賽 |
| 2014年 | 湯姆斯盃                 | 其他       | 男子團體 | 準決賽 |

| 2007-2017年 | 首要超級賽 | 超級賽 | 黃金大獎賽 | 大獎賽 | 國際挑戰賽 | 國際系列賽 | 未來系列賽 | 其他 |

### 世界冠軍頭銜
杜鵬宇在羽毛球生涯中共奪得1項羽毛球世界冠軍頭銜。
| 賽事     | 奪冠次數 | 年份               |
| -------- | -------- | ------------------ |
| 湯姆斯盃 | 1        | 2012年（男子團體） |
| 總計     | 1        |                    |

### 奧運會和世錦賽參賽紀錄
|          | 2011 | 2012 | 2013 |
| -------- | ---- | ---- | ---- |
| 男子單打 | 16強 | －   | 季軍 |